# カワサキ・KLX
KLX（ケイエルエックス）とは、カワサキモータースが製造販売するオフロードタイプのオートバイである。現在公道用モデル、競技専用モデルの数車種が販売されている。

## 概要
元々はモトクロッサーKX125の車体にデュアルパーパスKLの4サイクルエンジンを搭載したモデルとして KLX250A-1 が1979年に北米で発表され、翌80年のA-2より北米に加えてヨーロッパ・オーストラリアなどへの販売も開始、前後ライトも装備された純エンデューロモデルとなる。北米での販売はこのA-2モデルまでだが、ヨーロッパ・オーストラリアではB-1/B-2モデルとして、Rバックやスピードメーター、さらに国によってはウインカーなども装着する公道モデルも存在した。83年には当時のKL250 にも採用されたバランサー付きのエンジンに喚装したC-1モデルも存在している。
その後、1990年頃からエンデューロレースにおいて2サイクルエンジンのKDXシリーズが席巻するようになったが、長距離においては4サイクルエンジンを搭載するホンダ・XRが有利な状況にあったため、XRのライバルとしてKDXの車体にKLRの4ストロークエンジンを搭載する車両を製造するプランが持ち上がり、1992年発表の KLX650R から再びKLXシリーズとして開発されることになった。

## モデル一覧

### KLX250
1993年1月にコンペティションモデルの KLX250R が先行して発売され、2月に公道用車両の KLX250SR（E1 - E5） が発売された。
車体はKDXシリーズのものをほぼ流用しており、搭載するエンジンはKLR250をベースにしているものの大半を刷新して中高回転域重視のセッティングを行い、車体は4サイクルエンジン搭載ながらKDX250SRと同じ乾燥重量までに抑えた。KDX譲りの前輪倒立・後輪ユニトラックサスという車体のパフォーマンスと、2サイクルに立ち向かえる水冷エンジンが高い評価を受け、発売時に用いられた『闘う4スト』のキャッチフレーズは、このオートバイを表す代名詞にまでなった。
1994年にはバリエーションモデルとして KLX250ES が発売された。この車両は前輪側を正立サスペンションとしてエンジンにセルスターターを装備し、ヘッドライトを大型の60Wに換装したツーリングモデルとなっている。
KLX250SRは一時期KDX250SRと併売されており、後にKDX250SRが発売を終了することになったが、これは自動車排出ガス規制による事実上の2サイクルエンジン規制よりも数年前に、4サイクルが2サイクルを逆転するというエポックメイキング的な出来事となった。
1998年にフルモデルチェンジを受け一車種のみに統合され KLX250（H1 - H7F）として発売されるようになり、ヘッドライトは性能向上のためデザインが変更されている。その後のマイナーチェンジでは2001年モデルで平成11年自動車排出ガス規制に対応させ、2004年モデルからはカワサキモータースエンタープライズタイランド（タイカワサキ）に生産が移管されている。
2008年には大幅なモデルチェンジ（S8F - ）が行われ、エンジンにフューエルインジェクション（FI）を装備し平成19年度排ガス規制に対応させ、中回転域のセッティングも変更した。同時にモデルチェンジされたDトラッカーXと共に車体デザインも大幅に見直され、フロント部にデジタルメーターが搭載され、ヘッドライトもV字形状の2灯式に変更されている。
2016年に発表されたファイナルエディションをもって日本向け仕様の生産は終了となる。

### KLX125
KLX125は2009年12月に発売された。日本メーカーによる125ccエンジン搭載の国内向けデュアルパーパス車両としては、1997年のスズキ・DF125以来12年ぶりの発売となった。
この車両はタイで生産されているが、ベースとなった車両はアメリカ市場で発売されているミニモトクロッサーの KLX140L で、車体をほぼ流用したことからタイヤサイズは前輪19・後輪16インチとなっているがブレーキは前後とも250同様のペタルディスクブレーキを装備している。ヘッドライトは250と似たデザインの1灯式だが、メーターは250を含む国内シリーズ共通のタコメーター付きデジタル仕様となっている。
エンジンはKLX140Lのものをボアダウンしているが、キャブレターをFIに換装し環境規制に対応している。特に日本仕様はFIによる出力調整を行い、静粛性を高めたクラッチプレートを使用し、4速のギア比を変更することで、自動車騒音規制の中で最も厳しかった平成13年騒音規制の原付二種加速騒音規制をクリアし10.2psの出力を確保した。なお欧州仕様は騒音規制が緩いことから若干出力が高くなっている。
2010年モデルにはショックアブソーバーの改善対策、リアブレーキのサービスキャンペーンが出されている。他リコールでは2014年にプラグキャップ、2016年にサイドスタンド溶接部の補強の改善対策が出されている。2017年からは日本仕様のラインナップから外されている。

### 競技専用・輸出専用車
- KLX450R（A8F - ） - 競技専用車
- KLX300R（A1） - 競技専用車
- KLX250R（D1 - D3） - 競技専用車
- KLX230R（D1 - D3） - 競技専用車
- KLX230R S（D1 - D3） - 競技専用車
- KLX110（A1 - A9F） - 競技専用車（KSR110にエンジンが流用されている）
- KLX110L（DAF - ） - 競技専用車（2015年現在日本仕様も発売されている）
- KLX650 - 輸出専用車（現行KLXシリーズとして最初に発表された車両）
- KLX400 - 輸出専用車（スズキ・DR-Z400のOEM車種）
- KLX125 - 輸出専用車（スズキ・DR-Z125のOEM車両）
- KLX250S - 北米・オーストラリア仕様車。キャブレター仕様エンジンを搭載しヘッドライトが異なる。この車両が日本仕様のベースとなっている。
- KLX140/L - 日本国外向け競技専用車。北米仕様など。
- KLX150/L/BF - 東南アジア仕様。KLX140Lのデュアルパーパス仕様で、125のベース車両。 L はフルモトクロス（前輪21・後輪18インチ）仕様で、BF はフル仕様に倒立フロントサスペンションを装備。